# La Salvetat-Lauragais
La Salvetat-Lauragais é uma comuna francesa na região administrativa da Occitânia, no departamento do Alto Garona. Estende-se por uma área de 3.66 km², com 146 habitantes, segundo o censo de 2018, com uma densidade de 40 hab/km².